# Кућа браће Николић
Кућа браће Николић се налази у Београду, у Његошевој улици 11, од 1973. године представља непокретно културно добро као  споменик културе.
Зграда је грађена између 1912. и 1914. године по пројекту архитекте Бранка Таназевића, за власнике браћу Јована и Максима Николића. Двоспратна стамбена зграда представља један од изузетно малог броја сачуваних објеката зиданих у српско-византијском стилу.
Архитектонски израз је заснован на комбинацији владајућих тенденција, академизма у диспозицији основне масе и српско-византијског стила у декорацији фасадног платна. Фасада је по угледу на средњовековно византијско градитељство добила обојене правоугаонике, налик керамопластици, и преплете. Уз српско-византијску декоративну пластику јављају се и елементи сецесијске декорације.